# Joseph Stoltz
Pour les articles homonymes, voir Stoltz.
Joseph Alexis Stoltz, né le 14 décembre 1803 (22 frimaire an XII) à Andlau-au-val et mort à 22 mai 1896 à Andlau, est un médecin français, professeur d'obstétrique, dernier doyen de la Faculté de médecine française de Strasbourg avant l'Annexion et premier doyen de la Faculté de médecine transférée à Nancy en 1872. Il a été conseiller général et membre du conseil municipal de Strasbourg durant le Second Empire. 

## Biographie
Il est le fils de Jean-Louis Stoltz (1777-1869), ancien officier de santé et ampélographe de renom. Il commence sa scolarité à Sélestat avant de poursuivre des études médicales à Strasbourg en 1819. Il est docteur en médecine en 1826 puis professeur agrégé en 1829. Il est nommé directeur de l'École départementale d'accouchement de Strasbourg en 1846. En 1867, il est doyen de la Faculté de médecine de Strasbourg. Il est le maître d'Eugène Koeberlé. 
Il est élu membre correspondant non-résidant à l'Académie de médecine le 31 décembre 1836.

## Œuvres et publications
- Considérations sur quelques points relatifs a l'art des accouchemens, [dissertation pour obtenir le grade de docteur en médecine], Strasbourg, F.G. Levrault, 1826.
- De la délivrance, [thèse de médecine, Strasbourg], [s.n.], 1834.
- Histoire d'une opération césarienne pratiquée avec succès pour mère et l'enfant le 30 décembre 1834, Paris, Baillière, 1836.
- Note sur le développement incomplet d'une des moitiés de l'utérus et sur la dépendance du développement de la matrice et de l'appareil urinaire, [présentée à l'Académie des sciences de Paris en 1856], Strasbourg, impr. de G. Silbermann, 1860, lire en ligne sur Gallica
- « Clinique obstétricale. Deux observations de grossesse trigémellaire, avec leçons cliniques », Gazette médicale de Strasbourg, Strasbourg, 1868.